# Elizabeth Gould (ilustrátorka)
Elizabeth Gould (18. července 1804 Ramsgate – 15. srpna 1841 Velký Londýn) byla britská spisovatelka a ilustrátorka, manželka anglického ornitologa Johna Goulda.
Ja autorkou mnoha ilustrací a litografií k ornitologickým knihám včetně Darwinovy knihy Zoology of the Voyage of H.M.S. Beagle a Gouldova díla The Birds of Australia.

## Galerie

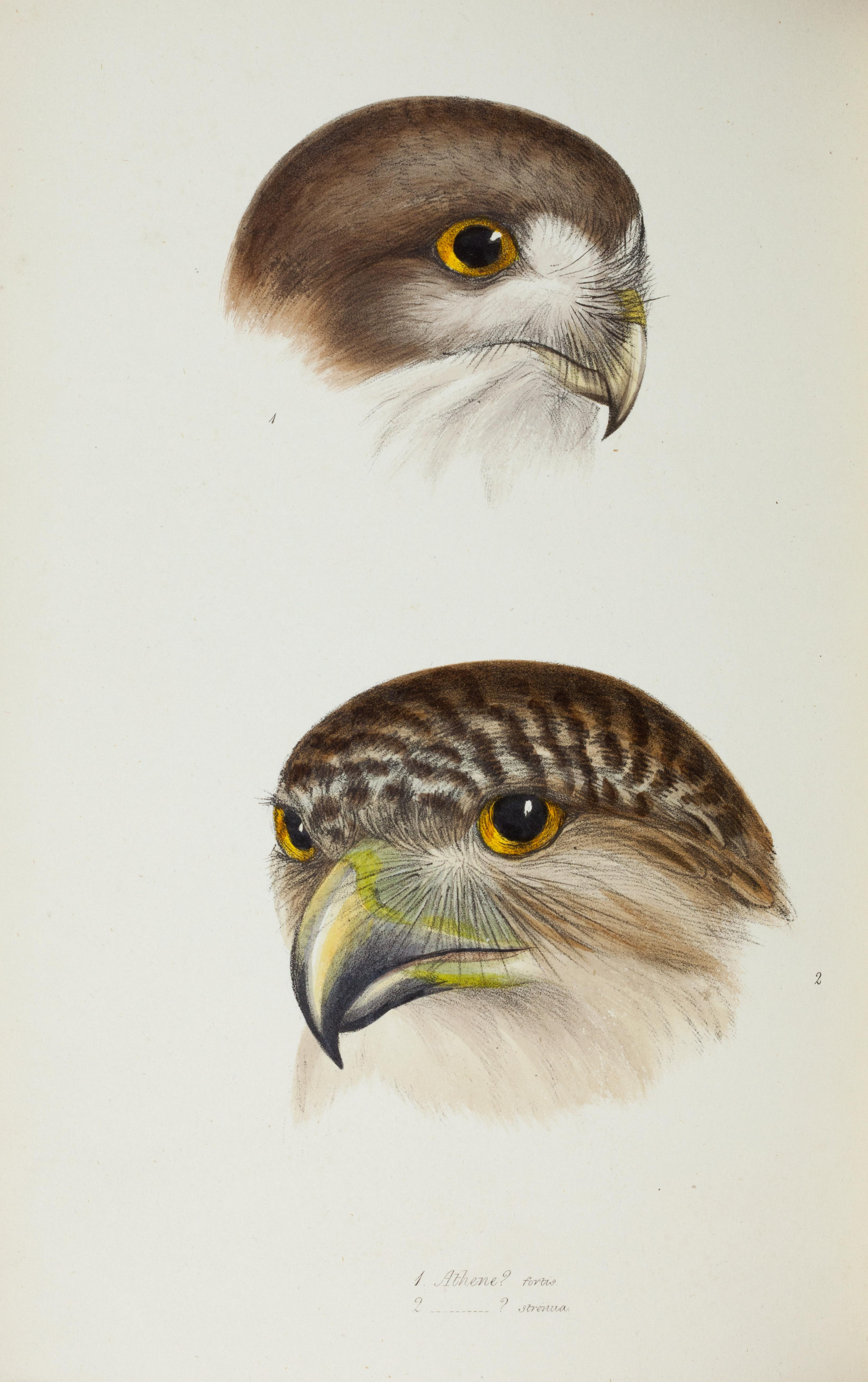
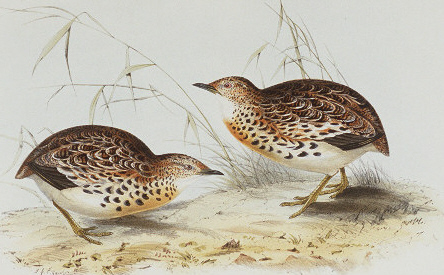
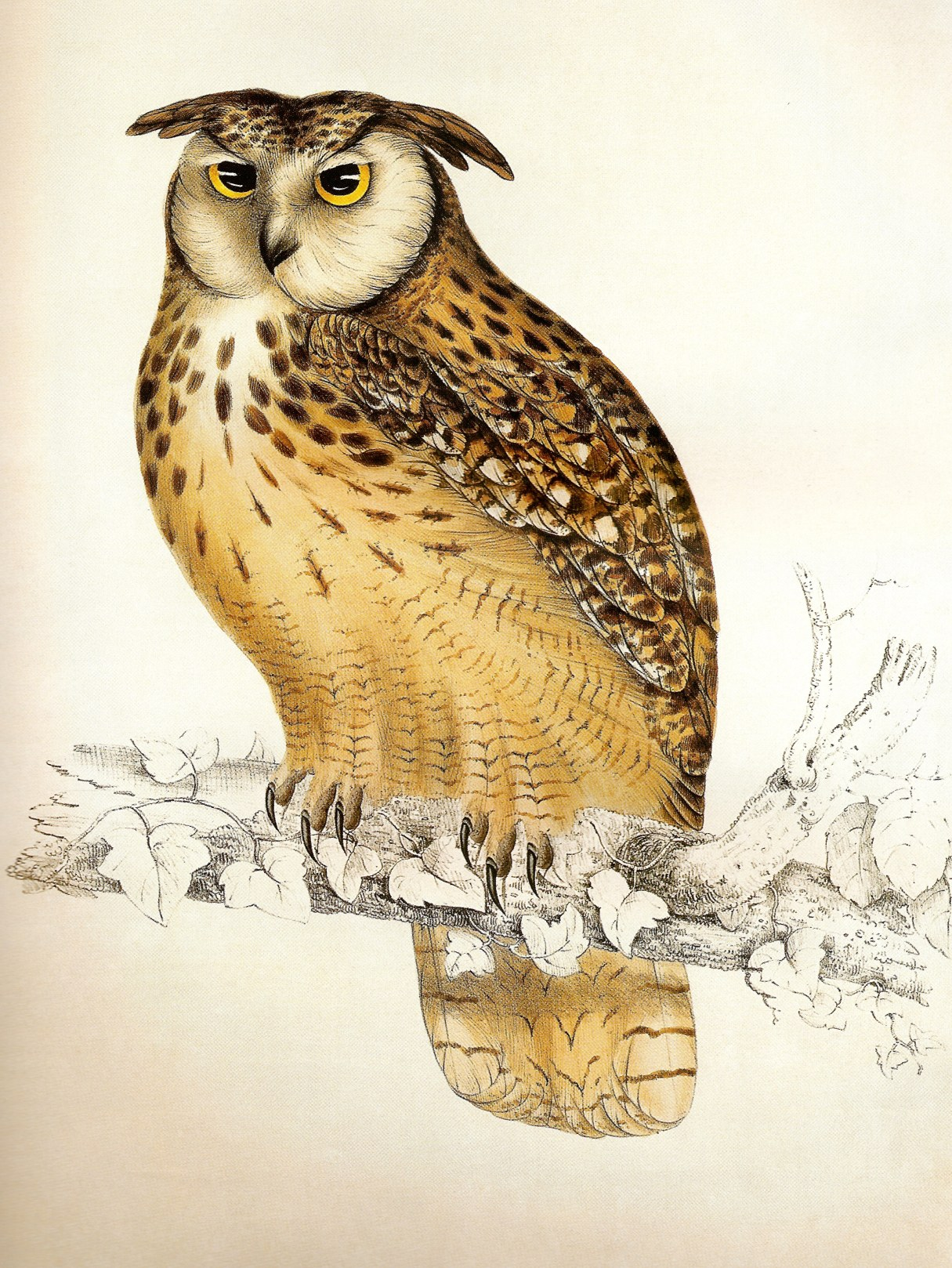
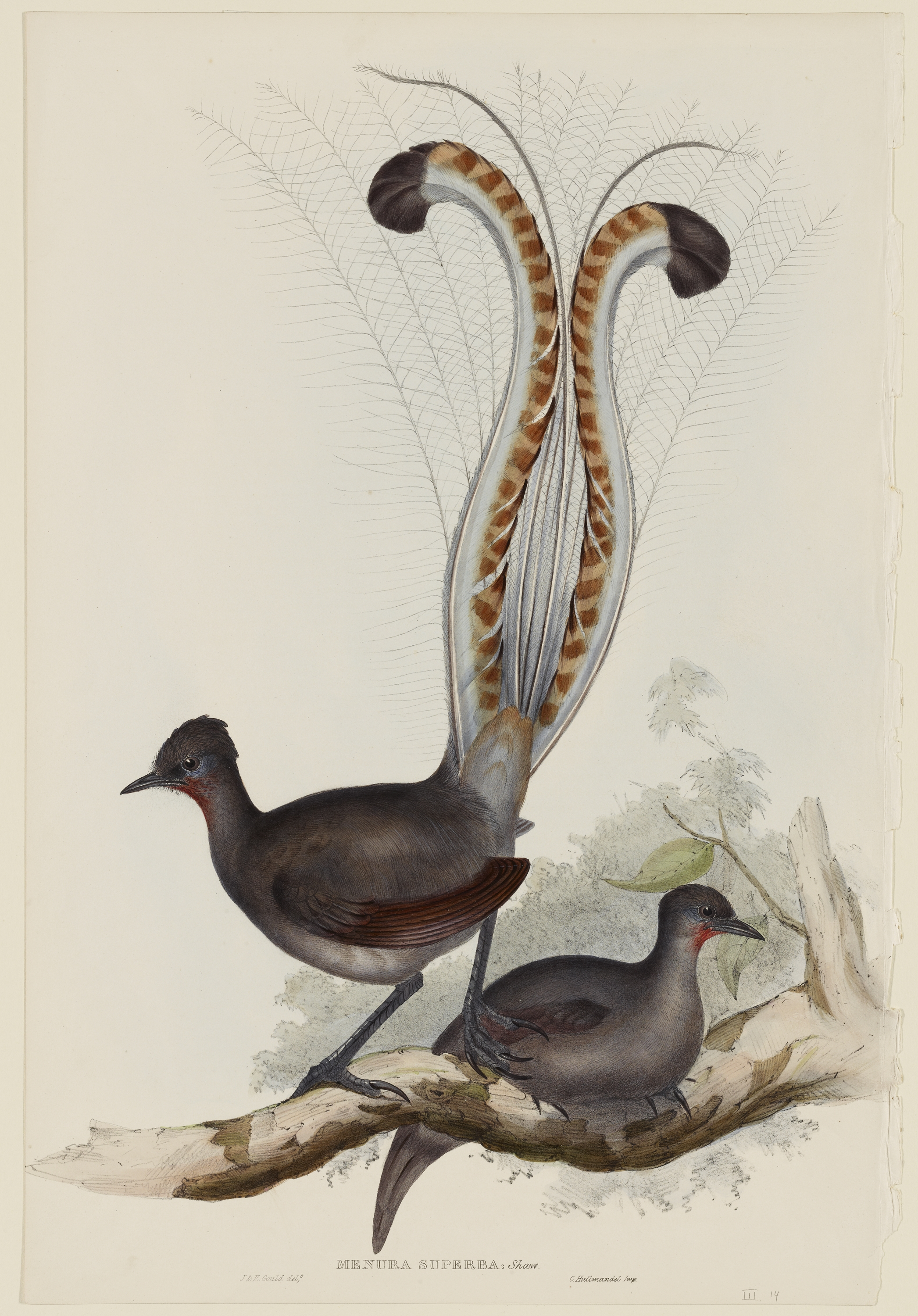
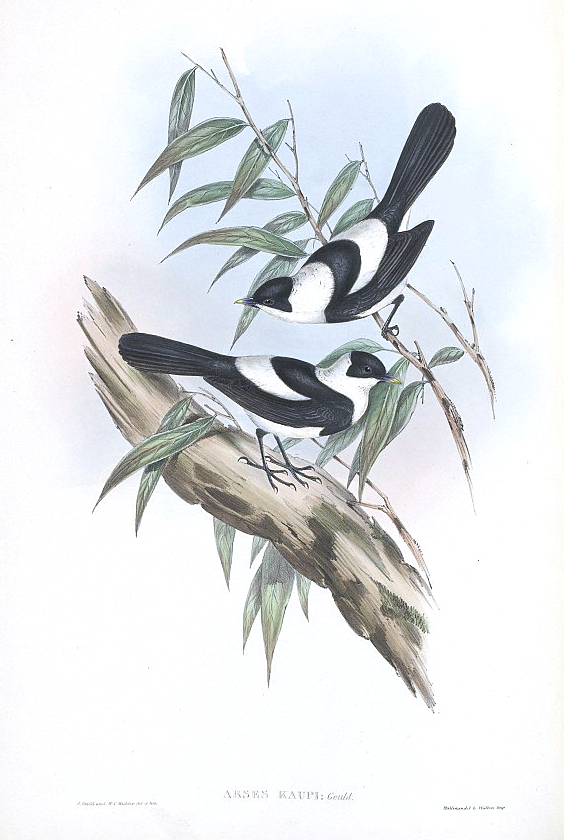
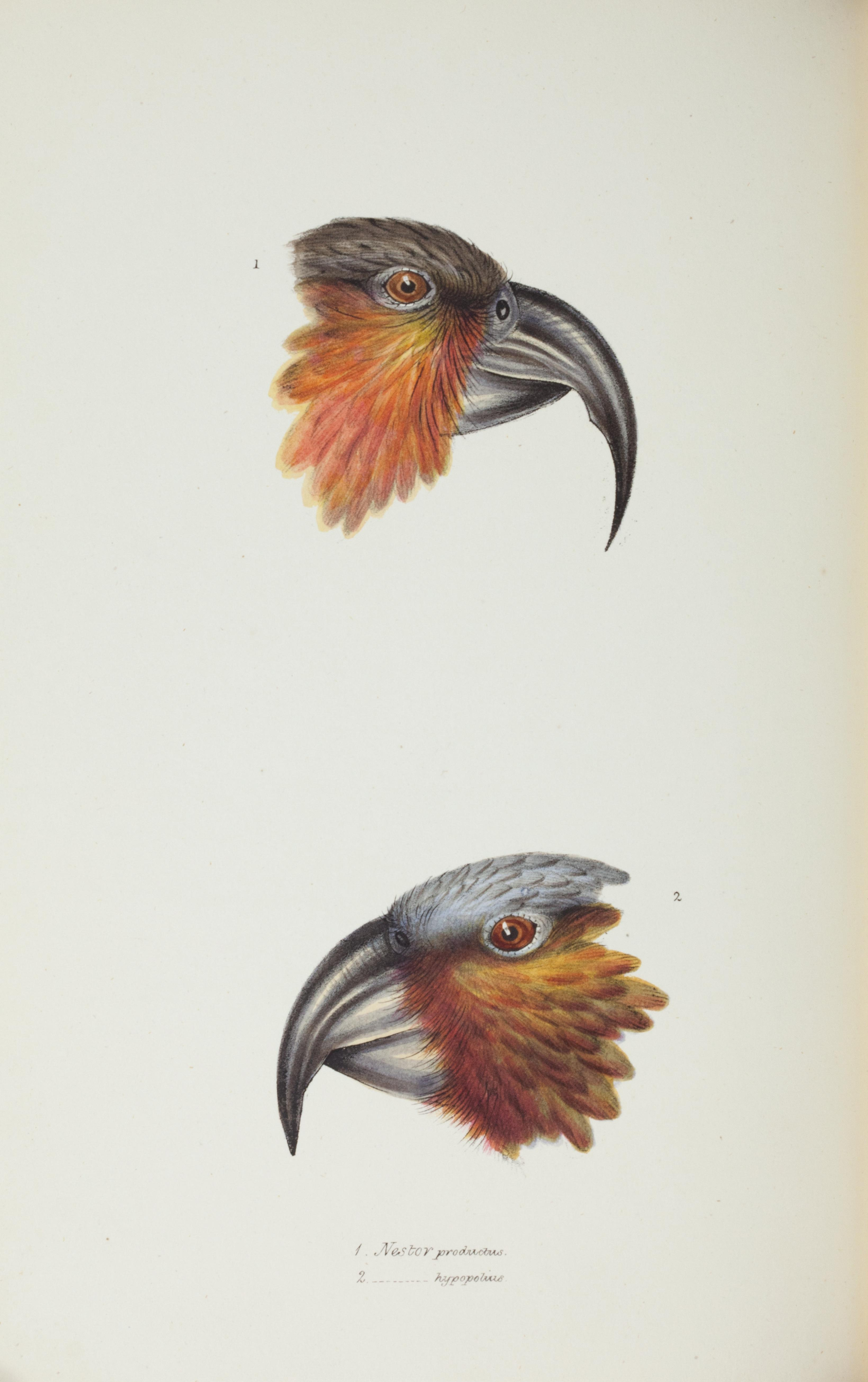
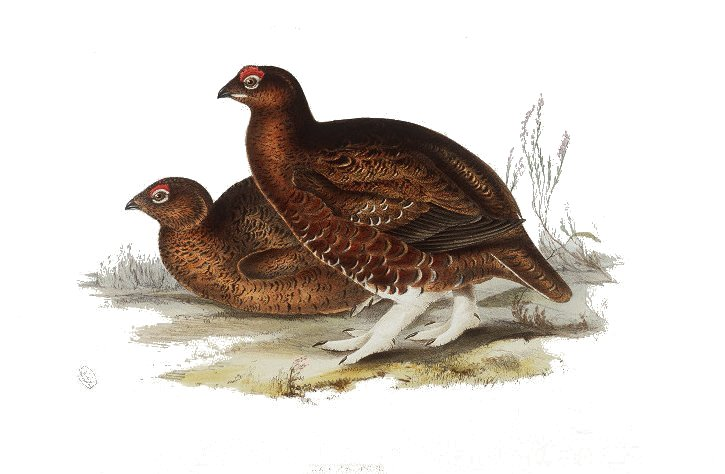
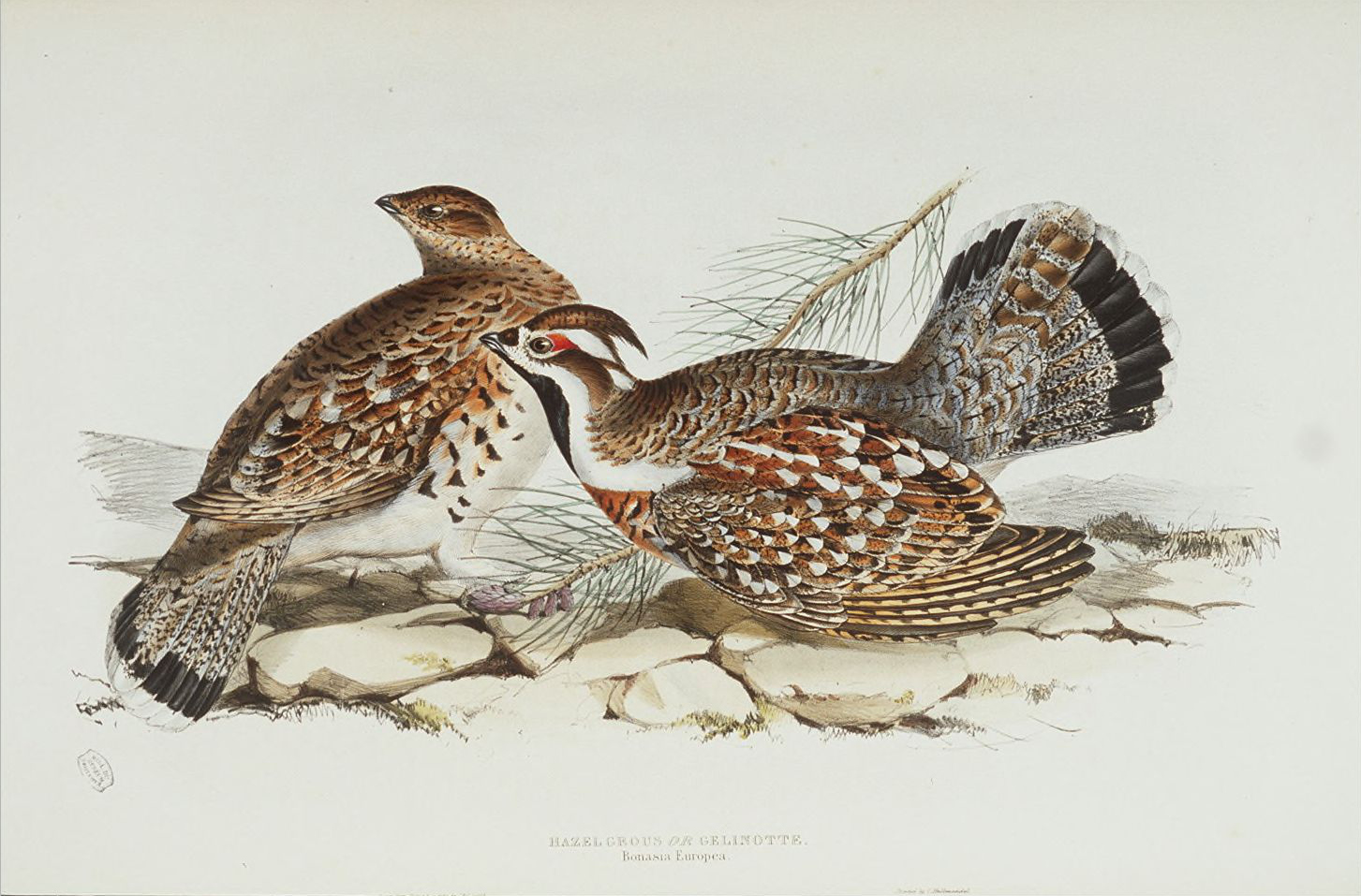
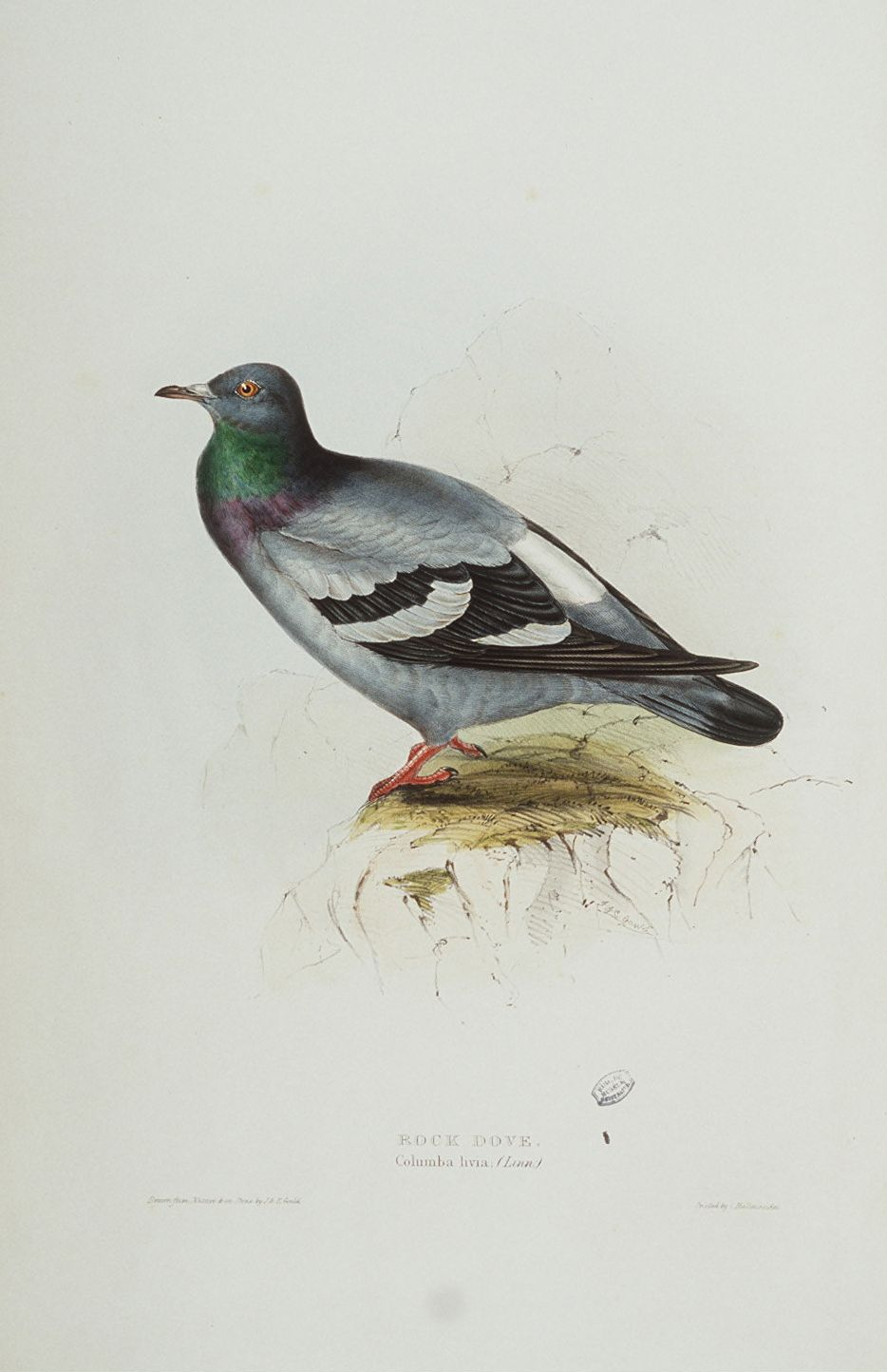
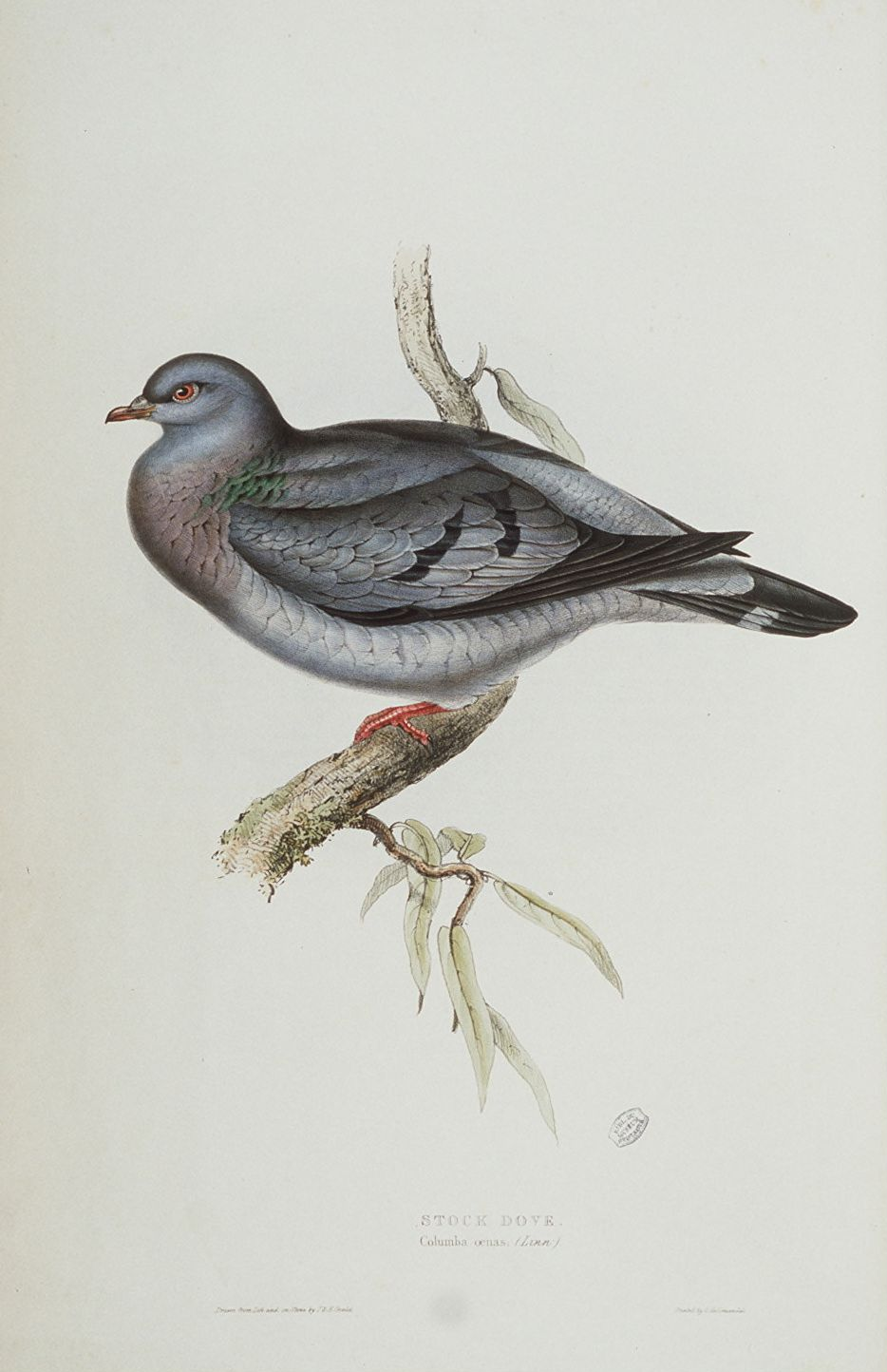
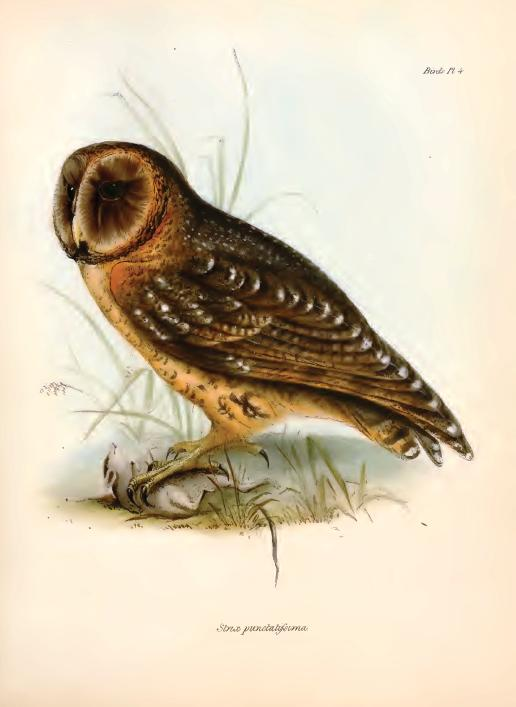
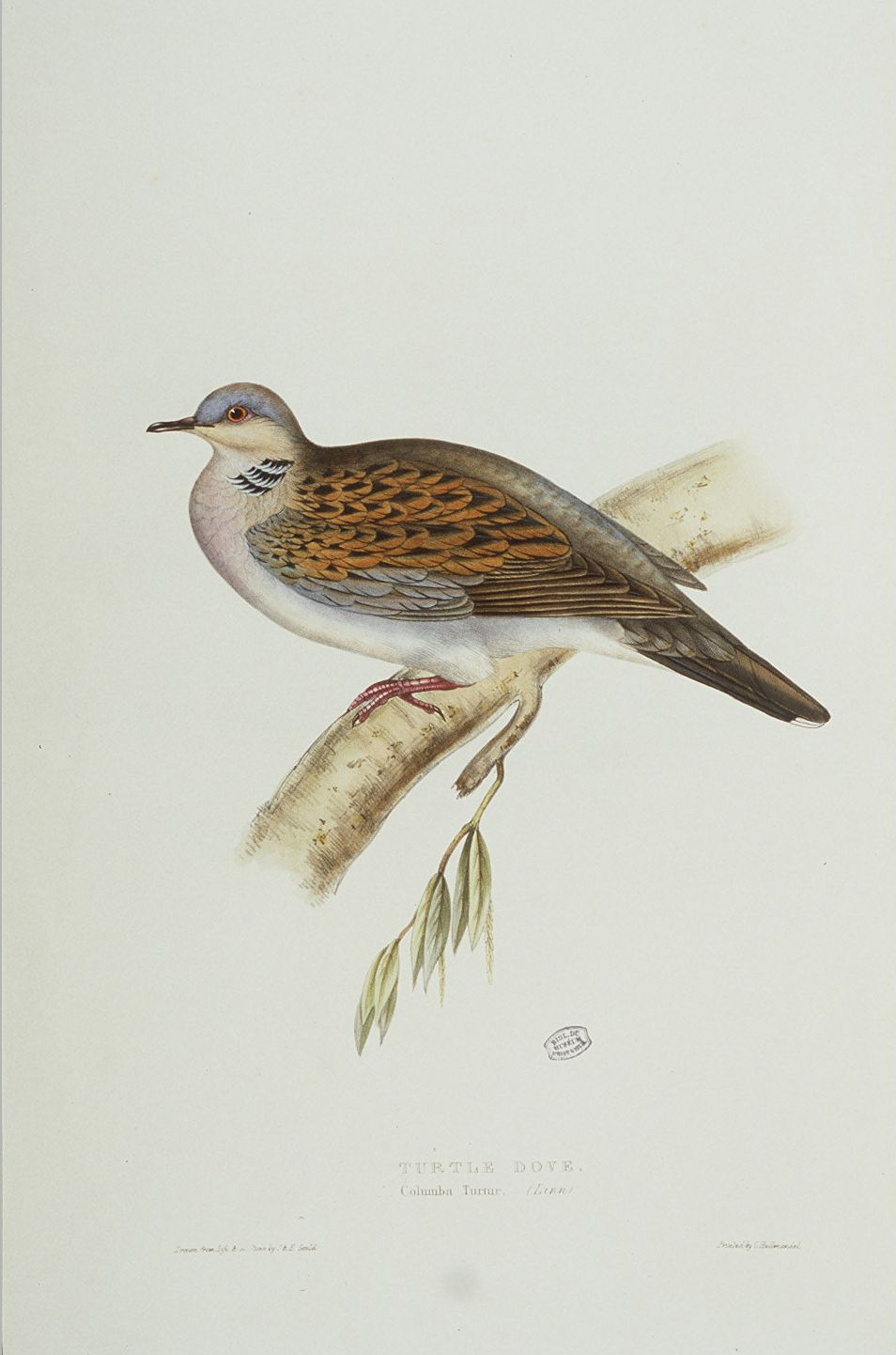
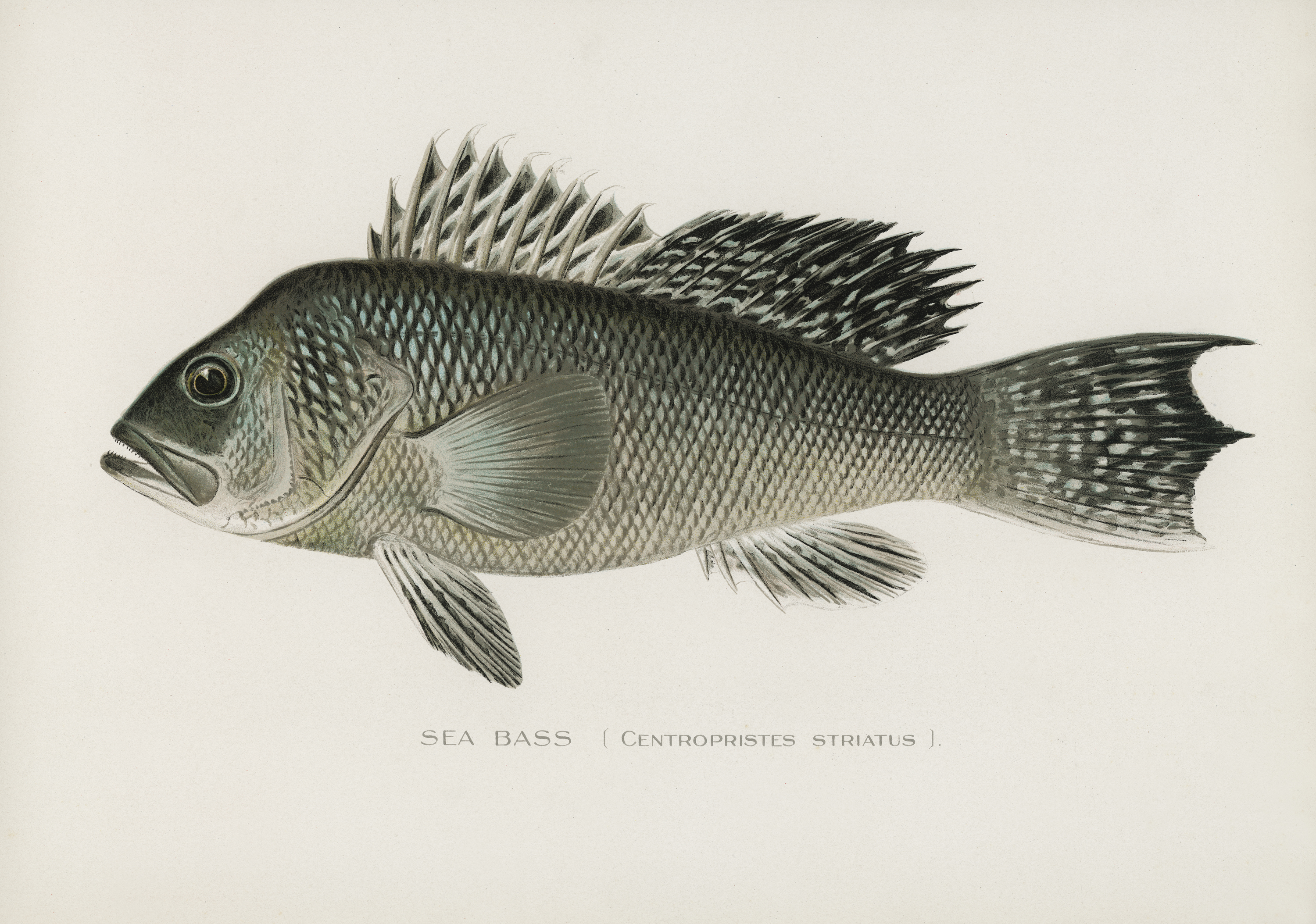
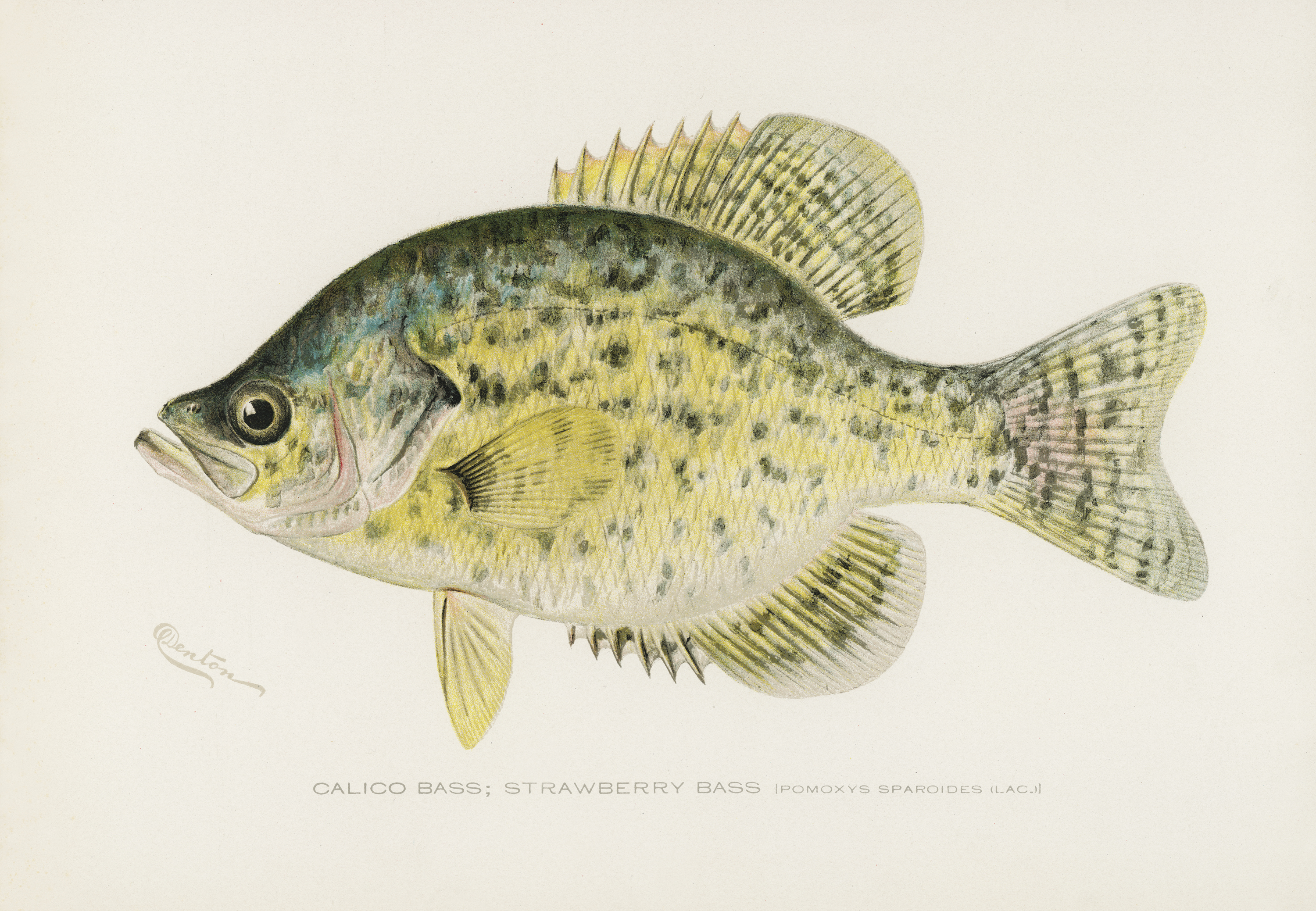
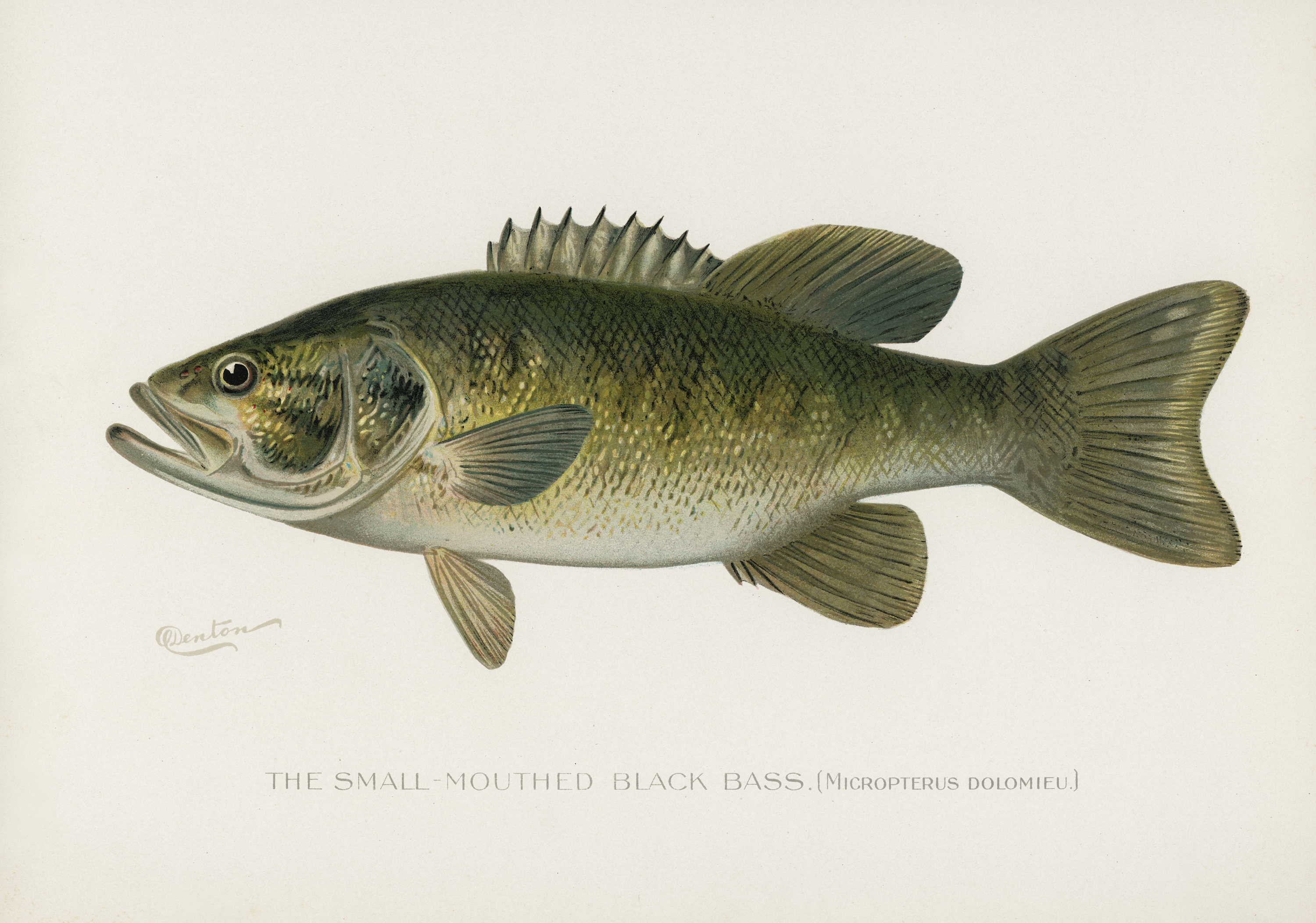
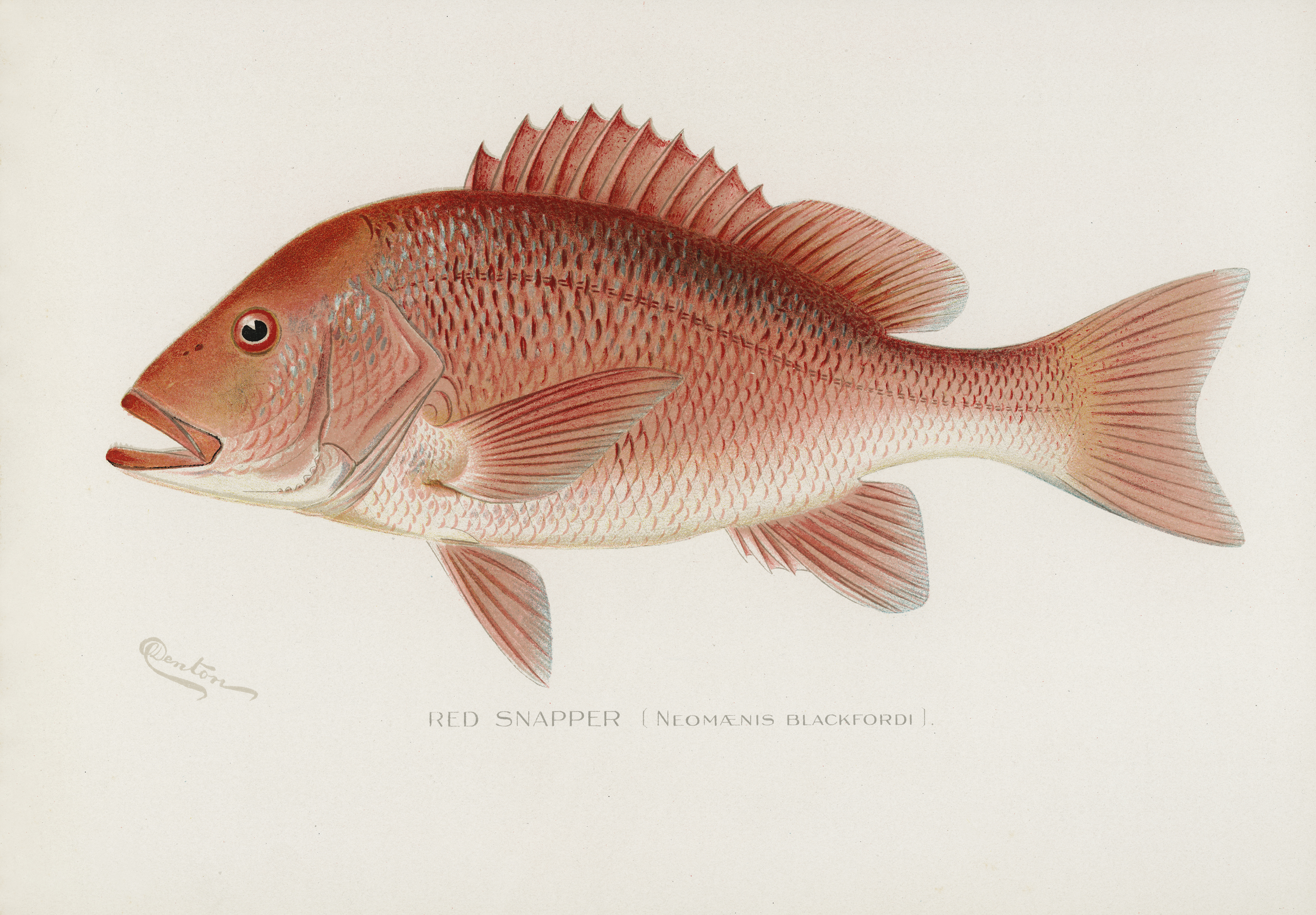